# ロールス・ロイス・ゴースト
ゴースト（Ghost）は、ロールス・ロイス・モーター・カーズが製造する、高級セダン。

## 初代
2009年3月のサロン・アンテルナショナル・ド・ロトで、コンセプトモデルの「ロールス・ロイス・200EX」が公開され、同年4月の上海モーターショーで「ゴースト」に改名した。開発当時の名称は「RR04」だった。同社のファントムを一回りほど小型化したサイズである。日本では2009年より販売が開始された。ドアはロールス・ロイスの例に漏れず観音開きである。
2014年に約5年ぶりにマイナーチェンジを行い、シリーズIIとなった。ヘッドライトの意匠変更のほか、ボンネット、フロントグリルがわずかに変更されている。ヘッドライトはステアリングの舵角によって向きを変える機能が搭載された。日本では同年10月31日に発売された。
派生車種として、クーペ版のレイスが2013年に発売された。こちらはエンジン出力がより引き上げられている。

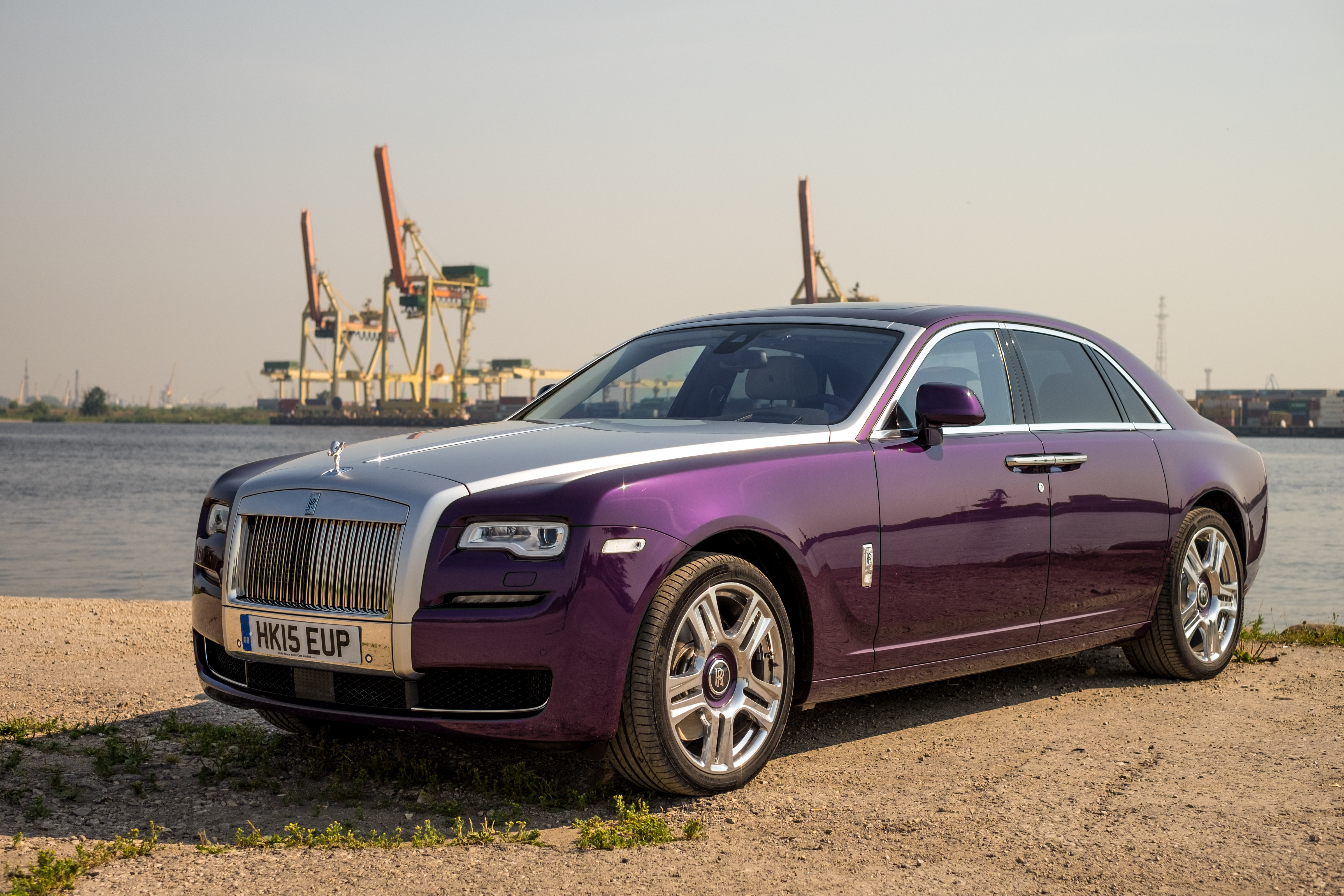
シリーズII、正面図
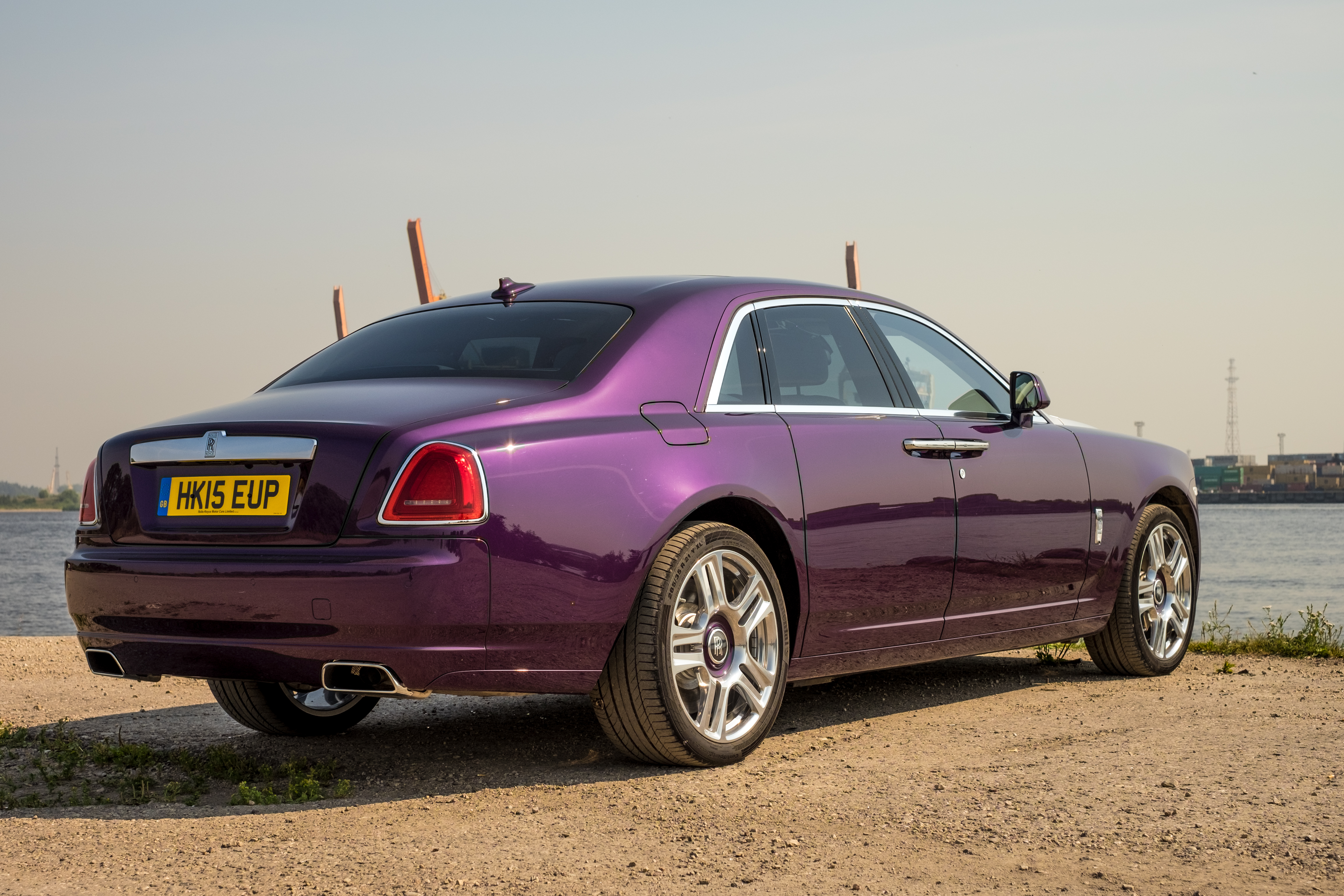
シリーズII、背面図
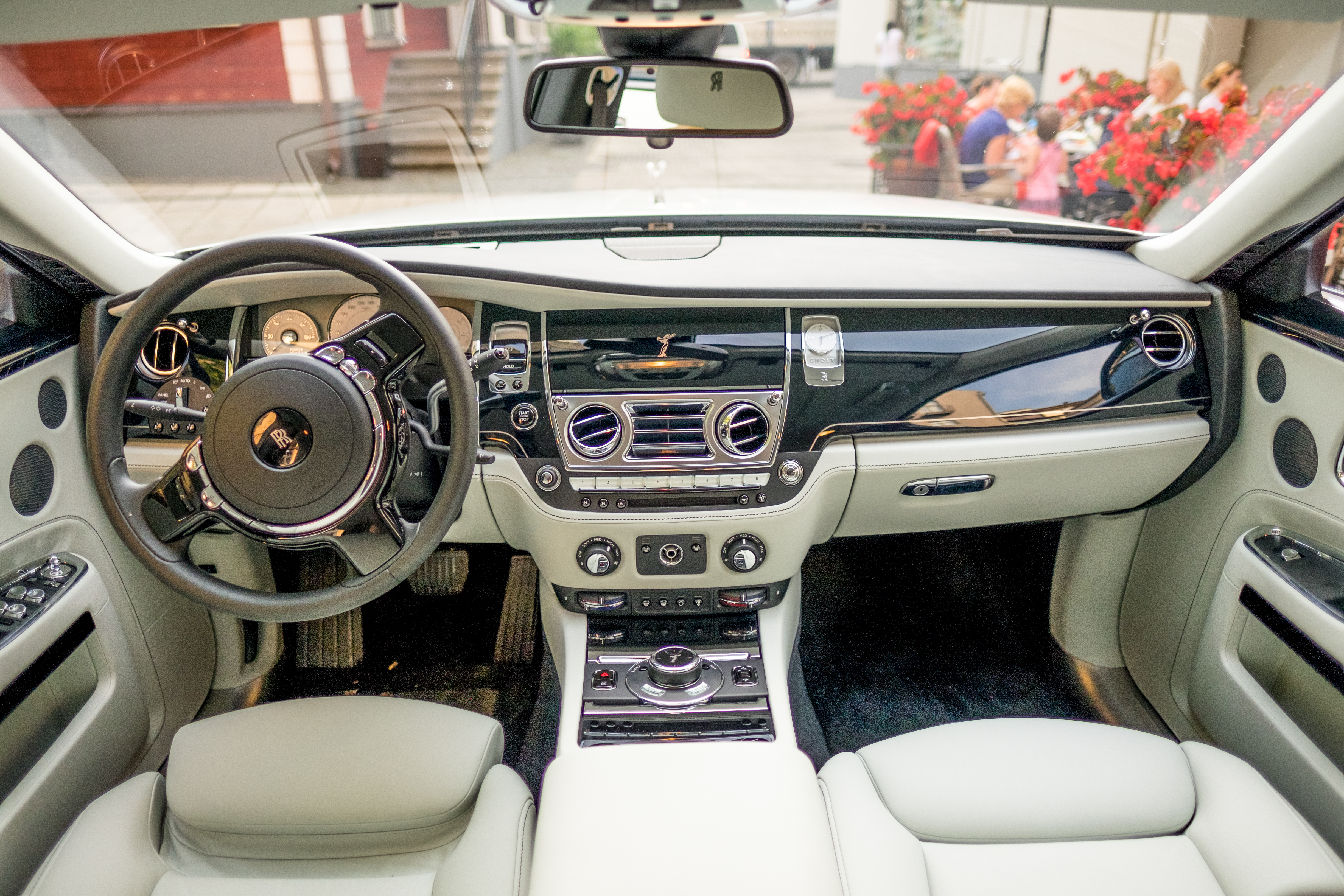
シリーズII、車内

## 2代目
2020年に11年ぶりにフルモデルチェンジされ、2代目ゴーストが発表された。Post opulence（ポストオピュレンス。「脱・贅沢」）をコンセプトとする。
プラットフォームは刷新され、先代と同一なのはマスコットとリアドアの傘入れのみで、その他は全て新開発された。前型と同じくショートボディと、ホイールベースと全長を延長しよりショーファーカーに適した。Extended Wheel Base（EWB。延長ホイールベース）がある。2021年にはより高出力のエンジンを搭載した、スポーティモデルのBlack Badgeが追加されている。

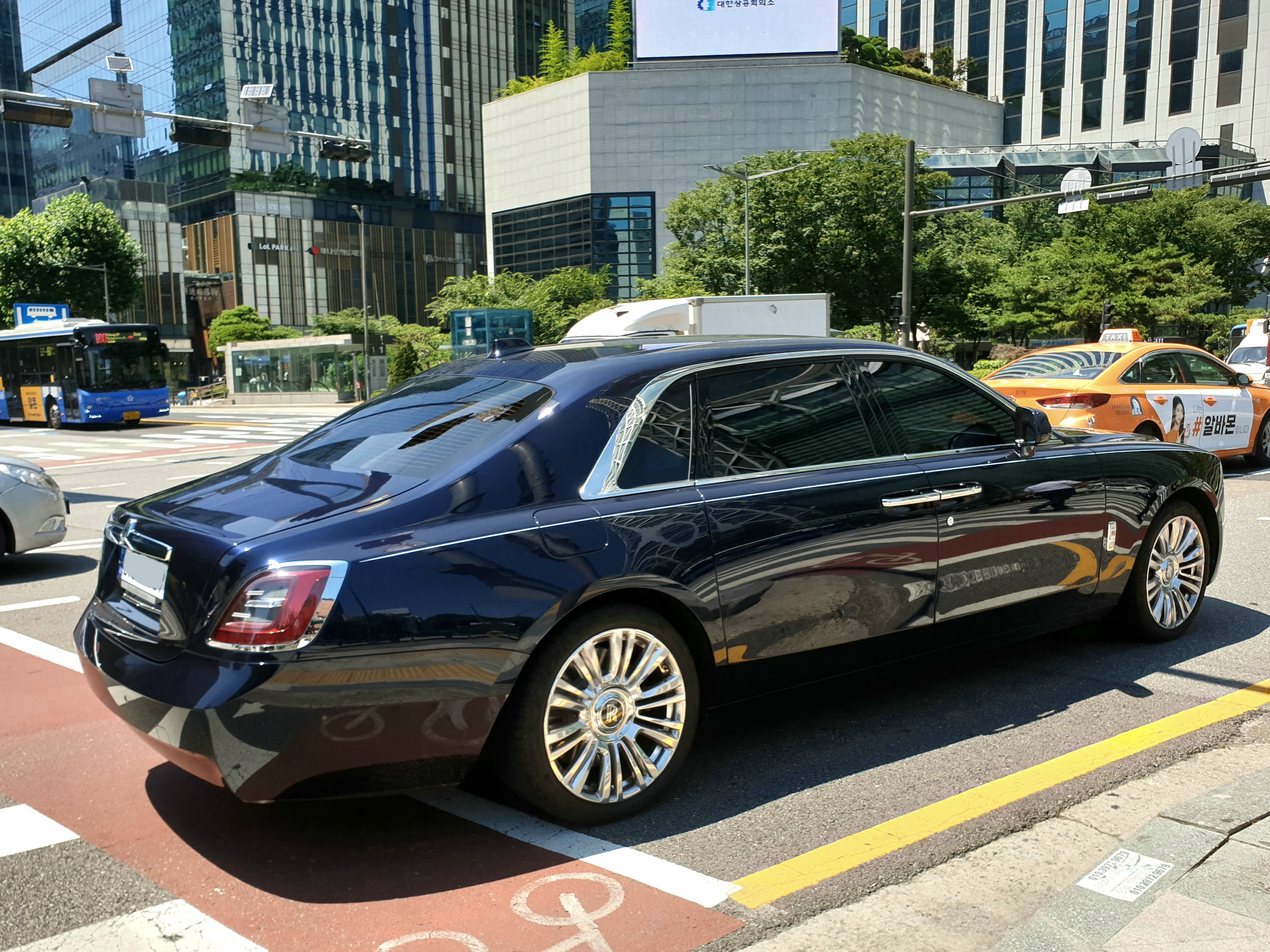
EWB
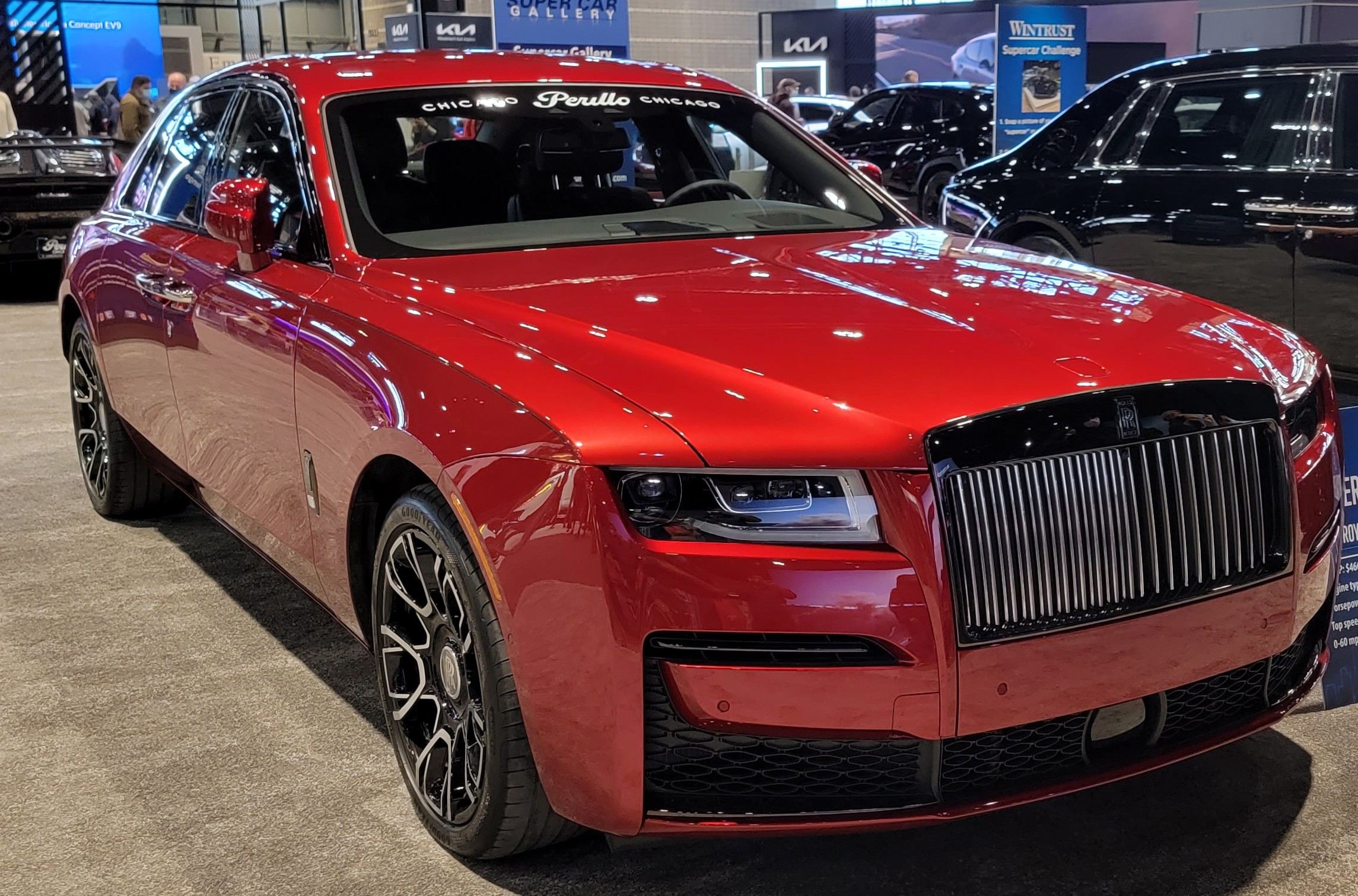
Black Badge